# Matilda Boson
Matilda Boson (født 4. december 1981 i Sverige) er en svensk håndboldspiller. Hun spiller i øjeblikket for Aalborg DH og har spillet i bl. a FCK. Hun spiller på det svenske landshold. Bedste resultat er en DM-bronzemedalje i sæsonen 2005-2006.